# Silviu Ploeșteanu
Silviu Ploeșteanu (28 ianuarie 1913, Craiova – 13 aprilie 1969) a fost un jucător și antrenor de fotbal român, care a jucat la UD Reșița, U Cluj, Venus București, echipa națională de fotbal a României și UA Brașov. A antrenat Steagul Roșu Brașov, Tractorul Brașov și echipa națională de fotbal a României.